# أراضي بلا قوانين
أراضي بلا قوانين (بالتركية: Kanunsuz Topraklar)؛ هو مسلسل تلفزيوني دراما تركي من بطولة أوغور غونيش، إسراء بيلجيتش ونجيب ميميلي. عرضت أول حلقة في 29 سبتمبر 2021 على قناة فوكس.